# Vittorio Giorgi
Vittorio Giorgi (Pizzoli, 4 febbraio 1912 – Roma, 21 aprile 2009) è stato un politico italiano, eletto nella III legislatura e IV legislatura alla Camera dei deputati.

## Biografia
Ricopre la carica di sindaco di Pizzoli per dal 1962 al 1977 e assume un ruolo di rilievo nella direzione della regione Abruzzo del PCI. È stato deputato del Partito Comunista Italiano (primo ingresso in Parlamento nel 1958) e dirigente della Camera del Lavoro di L'Aquila. Nonostante il livello politico e sindacale raggiunto, Giorgi ha avuto una formazione da autodidatta. Nato a Pizzoli da una povera e numerosa famiglia di contadini e allevatori di bestiame, con poca terra, situata in alta montagna, ha conseguito, infatti, solo la licenza elementare.
La sua "scuola" sono stati i cantieri edili, la Roma degli "sventramenti" fascisti, le campagne dell'Agro romano, notoriamente infestate dalla malaria. A Roma, durante il Ventennio, l'ascolto dei racconti di tribolazioni, di angherie commesse dall'autorità costituita, l'osservazione di soprusi e violenze di ogni genere, porteranno ben presto Giorgi a divenire antifascista e a schierarsi nel Partito Comunista.
Nell'estate del 1940 entrò in amicizia con Leone Ginzburg, internato a Pizzoli subito dopo lo scoppio della guerra, che diventerà un vero e proprio mentore per Vittorio Giorgi. Allorché Ginzburg fece ritorno a Roma, dopo la caduta del Fascismo del 25 luglio 1943, Giorgi si adoperò per far rientrare a Roma anche Natalia Ginzburg, insieme ai tre figli, e per mettere in salvo i numerosi esiliati politici presenti a Pizzoli.
Nel 1945 il partito chiese a Giorgi di intervenire per il rafforzamento del sindacato all’interno della società Terni, che lavorava alla costruzione delle centrali elettriche del Vomano impiegando tremilacinquecento operai. Una delle prime questioni da affrontare fu quella delle gabbie salariali che agganciavano i salari al territorio, per cui un lavoratore del Nord prendeva un salario maggiore rispetto a un operaio del Meridione. Quando Giorgi propose di equiparare i salari pagati da una stessa ditta per le stesse mansioni, tra un luogo e l’altro, tra un cantiere e l’altro, si aprì un aspro dibattito tra i lavoratori. Nella Commissione Interna c’era, infatti, chi si opponeva alla proposta in quanto legato, sia pure indirettamente, con la Terni, dacché la Commissione si chiuse e furono indette nuove elezioni.
Una maggioranza di lavoratori sostenne il nome di Vittorio Giorgi, che fu eletto e divenne il nuovo Segretario della Commissione Interna. Alla prima riunione fu approvato l’ordine del giorno che prevedeva non solo la richiesta di una concessione di un’indennità giornaliera di cento lire, quale compenso per il lavoro di alta montagna, ma anche la concessione di tute e stivali per gli addetti alla riapertura del pozzo forzato, minato dai tedeschi in ritirata, l’istituzione di trasporti, con i mezzi della società, per accompagnare ai loro paesi i lavoratori e riprenderli il lunedì.  La prima riunione con i rappresentanti della Società si concluse con un nulla di fatto. Ci fu un’ulteriore riunione dopo sette giorni che, però, decretò la rottura definitiva e la conseguente proclamazione dello sciopero generale che coinvolse non solo le maestranze della Terni, ma anche i boschivi e tutti gli operai impegnati nella ricostruzione di strade e ponti danneggiati dalla guerra.
Dopo dodici giorni di sciopero, Giorgi decise che era arrivato il momento di tornare a parlare con i vertici aziendali. Ad ascoltarlo c’erano gli ingegneri al gran completo e, soprattutto, l’onorevole Oro Nobili, Presidente della società Terni, il quale esortò i presenti a trovare un accordo per porre fine a quello sciopero che, con il suo protrarsi, aveva ridotto fortemente la produttività. Di lì a qualche ora, in un nuovo incontro l'azienda accolse tutte le richieste dei lavoratori, eliminando le gabbie salariali, concedendo la disponibilità dei veicoli della Terni per riaccompagnare gli operai che abitavano nei dintorni dei cantieri e fornendo ai lavoratori addetti al pozzo forzato giubbotti e scarpe nuove, 5 kg di lardo ed altri generi di prima necessità.
Tuttavia, nel 1948, dopo le elezioni che registrarono la vittoria della Democrazia Cristiana, iniziò a circolare la voce che la società Terni fosse intenzionata ad appaltare le dighe di Rio Sella e Poggio Cancelli e che volesse escludere dal programma la costruzione della centrale di Montorio. Oltretutto, le ditte che si aggiudicarono la gara ignorarono gli accordi aziendali di alta montagna a servizio delle zone particolarmente disagiate. Di fronte a questa nuova situazione di crisi si aprì un dibattito allargato ai sindacati, alle forze politiche, ai Comuni e scaturì la decisione di riprendere con il movimento e con la lotta, di cui Vittorio Giorgi fu ancora una volta un indiscusso protagonista. L'agitazione coinvolse anche centinaia di lavoratori disoccupati e le loro famiglie e fu lunga e difficile, ma si concluse con la vittoria: la Terni iniziò i lavori di costruzione della centrale di Montorio e le ditte appaltatrici furono costrette ad applicare ai dipendenti le stesse garanzie della società Terni. Al termine di queste lotte, Vittorio Giorgi fu chiamato  a dirigere, come segretario generale, la Camera confederale del Lavoro provinciale CGIL dell’Aquila, carica che mantenne dal 1952 al 1958.
Candidato alle elezioni politiche del 1958 dal PCI, viene eletto deputato e riconfermato alle successive del 1963, rimane in carica a Montecitorio fino al 1968. 
Muore all'età di 97 anni nell'aprile 2009.